# Агораномы
Агораномы (лат. agoranomoi, др.-греч. ἀγορανόμοι) — в древних Афинах смотрители рынков.
Избирались по жребию; всего их было 10 — пять собственно для города и пять для его гавани, Пирея.
В их обязанности входило всё, что имело отношение к агоре, как к рынку: доброкачественность, цена и вес товаров (за исключением зерна, муки и выпеченного хлеба). В рамках своей должности каждый агораном сам разрешал мелкие споры и наказывал виновных в небольших проступках денежным штрафом, а иноземцев и рабов — несколькими ударами плети, всегда бывшей при нём; в более важных случаях решение принималось общим советом всех агораномов. В их подчинении находились гетеры. В отношении соблюдения чистоты на агорах, должность агораномов походила на обязанность астиномов.